# Луїдь Гуракучі
Луїдь Гуракучі (алб. Luigj Gurakuqi; нар. 19 лютого 1879, Шкодер — пом. 2 березня 1925, Барі, Італія) — албанський письменник, поет, лінгвіст, діяч національного визволення і політик. Кодифікатор албанської поезії. Народний Герой.

## Біографія

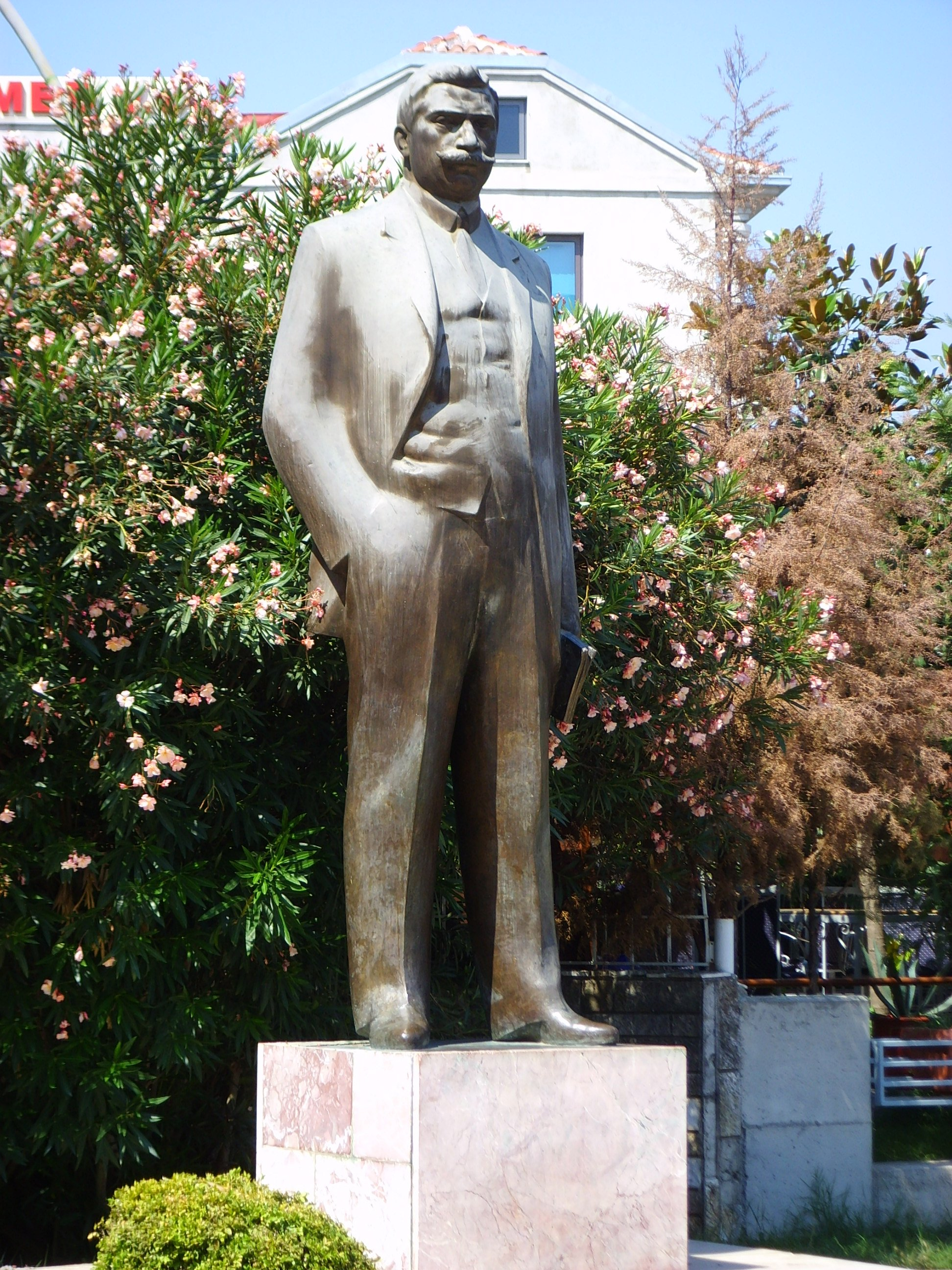
Пам'ятник Луїдь Гуракучі у Шкодері

Луідь Гуракучі народився 19 лютого 1879 у Шкодері в сім'ї албанського торговця. Закінчив єзуїтський коледж у Шкодері. У 1897 році виїхав до Італії для здобуття освіти. В Італії навчався у італо-албанському коледжі «Collegio di Sant'Adriano», де познайомився з діячами албанського національно-культурного відродження, серед яких був албанський письменник Ієронім Де Рада. У 1906 році закінчив медичний факультеті у Неаполі. Будучи у Неаполі, Луїдь Гуракучі написав свої перші вірші, твори, присвячені албанській мові і опублікував французько-албанський словник. Свої твори публікував у журналах  «Albania», «Drita», «Kalendari-kombëtar», «Liria e Shqipërisë» і «La Nazione Albanese» під псевдонімами Jakin Shkodra і Lekë Gruda.

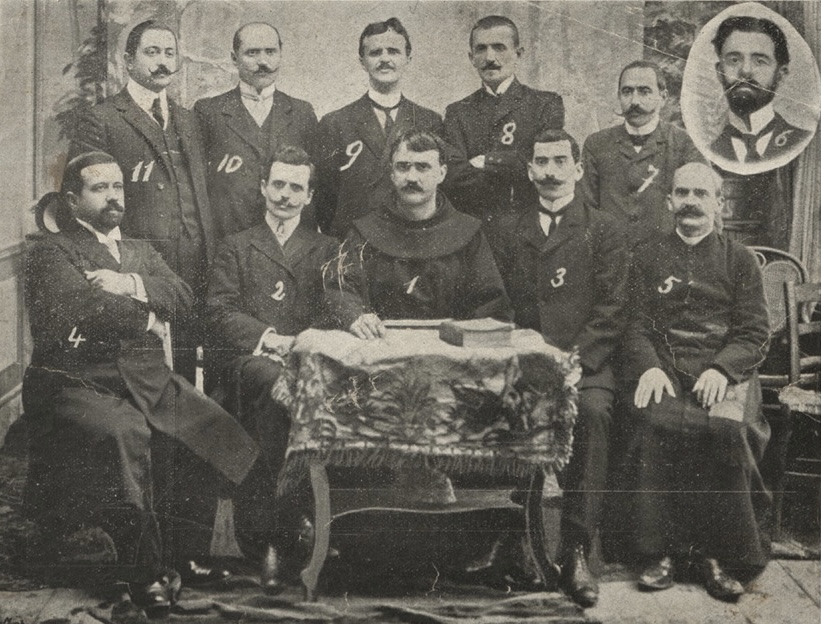
Учасники конгресу у Бітолі, 1908 рік. Луїдь Гуркакучі вказаний під номером 3

У 1907 році співпрацював з Байо Топуллі в організації антитурецького повстання на півночі Албанії. У листопаді 1908 разом з поетом Джерджі Фішта взяв участь від імені руху «Bashkimi» (Єдність) у конгресі у Бітолі, на якому розглядалися питання уніфікації албанського алфавіту. У вересні 1909 брав участь у з'їзді у Ельбасані, який розглядав питання албанської народної освіти. 1 грудня 1909 був організований першого албанського педагогічного інституту і Луїдь Гуракучі став його першим директором.
З 1911 року подорожував по Італії, Румунії і Османської імперії, де просував ідеї антиосманського повстання. У 1912 році Луїдь Гуракучі разом з лідером албанського національно-визвольного руху Ісмаїлом Кемалі прибув з Трієста до Албанії, де 28 листопада 1912 підписав Декларацію незалежності Албанії. В уряді Ісмаїла Кемалі займав посаду міністра освіти. Як довірена особа Ісмаїла Кемалі займався переговорами з північними албанськими кланами, щоб ті підтримували новий уряд.
Під час Першої світової війни Луїдь Гуракучі брав участь у роботі організації «Lidhja Kombetare» (Народна ліга). У 1918 році новий албанський уряд став орієнтуватися на Італію. У цьому уряді Луїдь Гуракучі отримав портфель міністра освіти. З 1921 по 1924 був депутатом албанського парламенту, в якому тісно співпрацював з Фаном Нолі і був одним з організаторів перевороту 1924 року.
Після падіння уряду Фана Нолі у результаті збройного перевороту, організованого Ахметом Зогу, Луїдь Гуракучі втік до Італії, де був убитий 12 березня 1925 у кафе міста Барі.

## Твори
Написав твір «Віршування албанською мовою», яке стало маніфестом силабо-тонічної метрики в албанській поезії.
- «Fjalor shqyp-frengjisht» (Албанська-французький словник), виданий в Неаполі у 1906 році;
- «Abetar i vogël shqyp mas abevet t'Bashkimit e t'Stambollit me tregime n'dy dhialektet»;
- Посмертне видання поетичної збірки «Vjersha» під псевдонімом Gjon Kamsi (1940).

## Нагороди
- Звання «Герой Албанії» і «Mësues i Popullit» (Учитель народу).

## Пам'ять
- 29 травня 1991 ім'ям Луїдь Гуракучі був названий новий університет у Шкодері.
- У Шкодері встановлено пам'ятник, присвячений Луїдь Гуракучі.